# Patxi Altuna
Patxi Altuna Bengoechea [o Bengoetxea] (Azpeitia, 8 de septiembre de 1927-Santuario de Loyola, 20 de enero de 2006) fue un sacerdote jesuita español, filólogo, lingüista y académico, experto en la metodología de enseñanza del euskera.

## Biografía
Formado en los jesuitas de Loyola, ingresó en la compañía en 1945 y fue investido en 1962. Estudió Teología y Filosofía en Burgos. Licenciado en Filosofía y Letras (Estudios Clásicos) por la Universidad de Salamanca (1957), en Teología en Innsbruck y doctorado en Lingüística en Salamanca (1978). Fue profesor de lingüística en la Universidad Pontificia de Salamanca y durante algún tiempo, mientras estuvo en Gandía, profesor de diversos centros privados religiosos de la provincia de Valencia. Después fue profesor de la Universidad de Deusto, ayudante primero de Koldo Mitxelena, y titular después, de Latín clásico y común, inició la enseñanza de la lengua vasca al crearse en la sede de San Sebastián de la Universidad de Deusto, los Estudios Universitarios y Técnicos de Guipúzcoa (EUTG), así como de historia de la lengua vasca y de textos vascos.
Considerado un pionero en la enseñanza del euskera, fue académico correspondiente de la Real Academia de la Lengua Vasca (Euskaltzaindia) (1965) y de número (1981). Participó en la asamblea de la Academia que tuvo lugar en 1968 y donde defendió la tesis de la unificación del euskera. Fue responsable de la Comisión de Gramática de la Academia y, junto a otros, elaboró la moderna gramática vasca.

## Obras destacadas
- Mendibururen idazlan argitaragabeak
- Linguae vasconum primitiae
- Versificación de Dechepare : métrica y pronunciación (tesis doctoral)
- Onsa hilceco bidia-ren
- Olerkiak
- José María Estefanía Zabala, S.I. (1889-1942 : maestro de vascos
- Haizeak ez eramango!
- Euscal errijetaco olgueeta, ta dantzeen neurrizco gatz-ozpinduba, 1816